# Heresiarches coreanus
Heresiarches coreanus är en stekelart som först beskrevs av Tohru Uchida 1926.  Heresiarches coreanus ingår i släktet Heresiarches och familjen brokparasitsteklar. Inga underarter finns listade i Catalogue of Life.